# Beryl Reid
Beryl Elizabeth Reid, OBE (Hereford, 17 de junho de 1919 - South Bucks District, 13 de outubro de 1996) foi uma atriz britânica. Ela se destacou, em 1968, ao participar do filme Triângulo Feminino, de Robert Aldrich.

## Filmografia
| Ano  | Filme                            | Papel                        | Nota(s)                                                               |
| ---- | -------------------------------- | ---------------------------- | --------------------------------------------------------------------- |
| 1940 | Spare a Copper                   | Minor Role                   | sem créditos                                                          |
| 1954 | The Belles of St Trinian's       | Miss Wilson                  |                                                                       |
| 1956 | The Extra Day                    | Beryl                        |                                                                       |
| 1960 | Two-Way Stretch                  | Miss Pringle                 |                                                                       |
| 1962 | The Dock Brief                   | Doris Fowle                  |                                                                       |
| 1968 | Inspector Clouseau               | Mrs. Weaver                  |                                                                       |
| 1968 | Star!                            | Rose                         |                                                                       |
| 1968 | The Killing of Sister George     | June 'George' Buckridge      | Indicada - Globo de Ouro de melhor atriz em filme dramático           |
| 1969 | The Assassination Bureau         | Madame Otero                 |                                                                       |
| 1970 | Entertaining Mr Sloane           | Kath                         |                                                                       |
| 1971 | The Beast in the Cellar          | Ellie Ballantyne             |                                                                       |
| 1972 | Father, Dear Father              | Mrs. Stoppard                |                                                                       |
| 1972 | Dr. Phibes Rises Again           | Miss Ambrose, Harry's Cousin |                                                                       |
| 1973 | Psychomania                      | Mrs. Latham                  |                                                                       |
| 1973 | No Sex Please, We're British     | Bertha Hunter                |                                                                       |
| 1977 | Joseph Andrews                   | Mrs. Slipslop                |                                                                       |
| 1978 | Rosie Dixon - Night Nurse        | Matron                       |                                                                       |
| 1978 | Carry On Emmannuelle             | Mrs Valentine                |                                                                       |
| 1979 | Tinker Tailor Soldier Spy        | Connie Sachs                 | episódio "Smiley Tracks the Mole" Indicada - BAFTA de Melhor Atriz    |
| 1980 | Rhubarb Rhubarb                  | Home Owner's Wife            | Short                                                                 |
| 1981 | Late Flowering Love              |                              | curta-metragem , (seguimento "Invasion Exercise on the Poultry Farm") |
| 1981 | Worzel Gummidge                  | Sarah Pigswell               | temporada 4 episódio 1 "Muvver's Day"                                 |
| 1982 | Doctor Who                       | Briggs                       | "Earthshock": episódios: 2, 3, 4                                      |
| 1982 | Smiley's People                  | Connie Sachs                 | (episódio No. 1.3) BAFTA de Melhor Atriz                              |
| 1983 | Yellowbeard                      | Lady Lambourn                |                                                                       |
| 1983 | The Wind in the Willows          | Ms. Carrington Moss          | telefilme, voz                                                        |
| 1983 | The Irish R.M.                   | Mrs Knox of Aussolas Castle  |                                                                       |
| 1984 | Minder                           | Ruby Hubbard                 | temporada 5, episódio 4 "The Second Time Around"                      |
| 1985 | The Doctor and the Devils        | Mrs. Flynn                   |                                                                       |
| 1985 | Bergerac                         | Miss Broome                  | temporada 4, episódio 4 "Low Profile"                                 |
| 1985 | The Secret Diary of Adrian Mole  | May Mole                     | (5 episódios)                                                         |
| 1987 | The Growing Pains of Adrian Mole | Grandma Mole                 | (6 episódios)                                                         |
| 1987 | The Beiderbecke Tapes            | Sylvia                       | (1 episódio)                                                          |
| 1988 | The Comic Strip Presents...      | Mrs. Moss                    | (1 episódio)                                                          |